# Власов, Александр Владимирович (хоккеист)
Александр Владимирович Власов (Пустой шаблон {{ВД-Преамбула}} ) — российский хоккеист, нападающий.

## Биография
Воспитанник новосибирского хоккея. Выступал за команды «Сибирь» Новосибирск (1994/95 — 1998/99), «Сибирь-2» (1994/95, 1996/97 — 1998/99), «Янтарь» Северск (1998/99 — 1999/2000), «Заполярник» Норильск (2000/01), «Шахтёр» Прокопьевск (2001/02).
В МХЛ и Суперлиге за «Сибирь» провёл четыре сезона, сыграл 106 матчей.
С 2023 года — технический администратор в команде «Сибирские снайперы».